# Мухаммад Мирза ибн Аслан
Мухаммад Мирза-хан — правитель Гази-Кумуха, брат Нуцал Ага-хана.

## Правление
В 1836 году Мухаммад Мирза-хан явился из Аварии и был назначен ханом Газикумухским.
А. В. Комаров писал: «При назначении ханом, Магомед-Мирза, по примеру его предшественников, произведен в полковники и получил инвеститурную грамоту. При отъезде из Хунзака, Магомед-Мирза-хан не оставил никого для управления Аварией и только по настоятельной просьбе аварцев отправил к ним Гаджи-Ягья, с несколькими всадниками казикумухской милиции. Начальство, имея в виду доставить Магомед-Мирза-хану большее значение в глазах аварцев, предложило ему жениться на вдове Нуцал-хана аварского Гейбат-бике, на что она была согласна; но он не только отклонил это предложение, видя нерасположение к себе аварцев и не желая противодействовать проискам Ахмед-хана мехтулинского, а просил, в октябре 1836 года, освободить его от управления Авариею, ссылаясь на слабость здоровья; просьба эта была уважена и Ахмед-хан назначен на его место». В октябре 1838 года Магомед-Мирза-хан умер.